# Elsa Iwar
Rut Elsa Cecilia Iwar, född 22 augusti 1904 i Eksjö stadsförsamling i Jönköpings län, död 27 april 1990 i Eksjö församling, var en svensk journalist.
Elsa Iwar arbetade efter genomgånget flickläroverk vid Militärsjukhuset i Eksjö. Hon blev på 1930-talet journalist vid Eksjö-Tidningen, där hon efter en tid som redaktionssekreterare var chefredaktör 1944–1957 och ansvarig utgivare 1945–1955. Elsa Iwar kom sedan till Smålands-Tidningen i Eksjö där hon var en färgstark journalist fram till pensioneringen 1971.
Iwar är begravd i familjegrav å Eksjö gamla kyrkogård tillsammans med bland andra sina föräldrar husaren Oskar Iwar och Hulda Cecilia, ogift Andersson.